# Rhamphocottus
Rhamphocottus is een monotypisch geslacht van straalvinnige vissen uit de familie van donderpadden (Rhamphocottidae).

## Soort
- Rhamphocottus richardsonii Günther, 1874